# Vihanti

Karta utvisande den nutida kommunen Brahestad och förutvarande kommuners gränser.

Vihanti var en kommun i landskapet Norra Österbotten. Vihanti slogs 1 januari 2013 ihop med Brahestad. Centralorten var Vihanti kyrkoby.
År 2012 hade Vihanti cirka 3 000 invånare och har en yta på 490 km². Då kommunen 1919 hade 3 425 invånare, kan den betraktas som avfolkningsbygd.
Vihanti var en enspråkigt finsk kommun.
Heavy-rock gruppen "Gobra" bestod ursprungligen endast av medlemmar från Vihanti, men nuförtiden är några också från Brahestad.
Vihanti kyrka är byggd 1784 och den är uppkallad efter Sofia Magdalena, Gustav III's gemål. På 1980-talet byggdes också ett ortodoxt bönehus.

## Källor

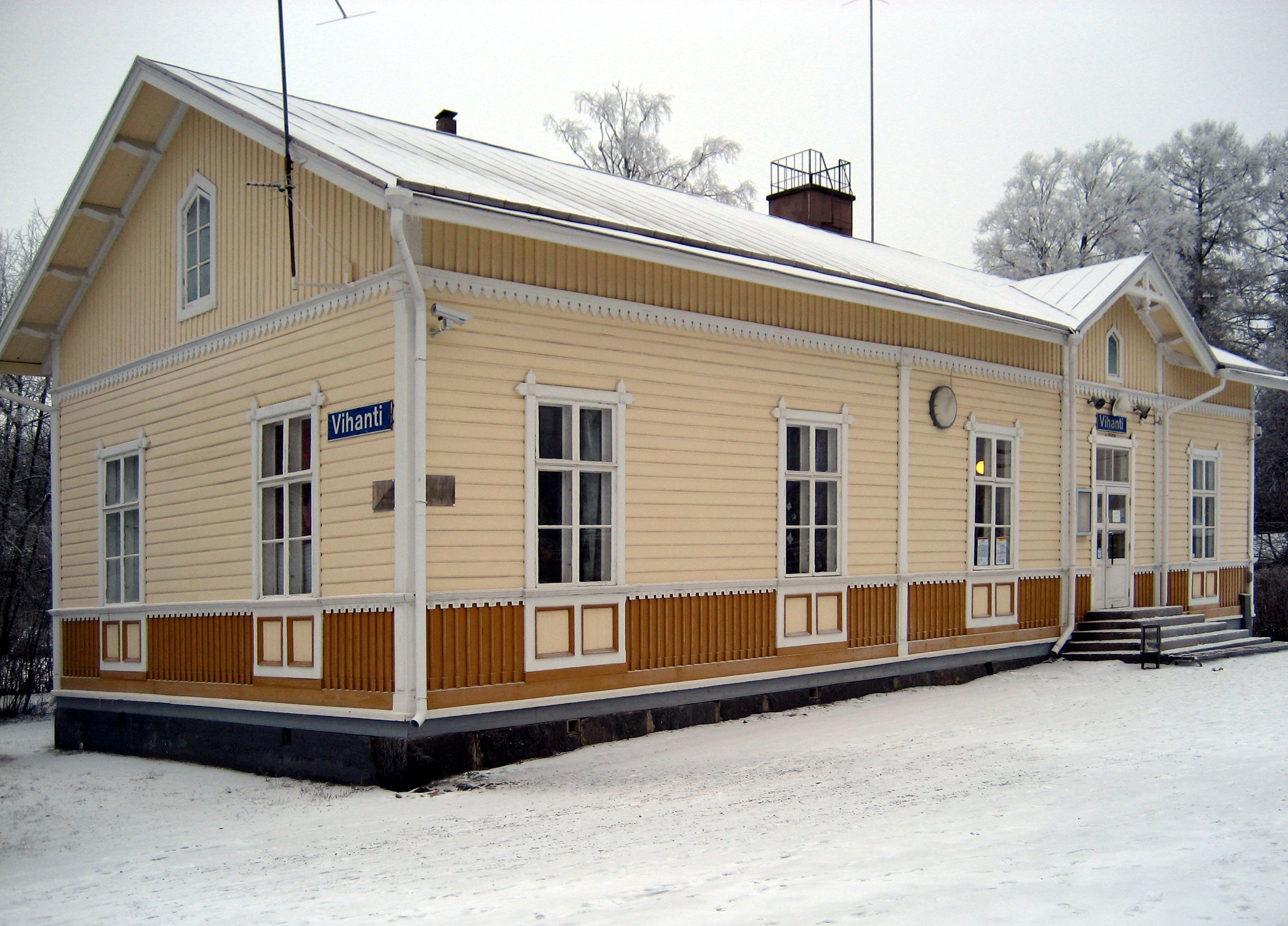
Järnvägsstationen i Vihanti kyrkoby.

## Politik

### Mandatfördelning i Vihanti kommun, valen 1976–2008
| 9 | 2 |  | 13 | 2 |

| 7 | 2 |  |  | 13 | 3 |

| 6 | 2 |  |  | 14 | 3 |

| 4 | 2 | 1 | 11 | 3 |

| 4 | 3 | 2 | 10 | 2 |

| 3 | 2 | 1 | 13 | 2 |

| 3 | 2 | 5 | 11 |

| 4 | 3 | 14 |

| 12 | 9 |

| 4 | 3 | 14 |

| 14 | 7 |